# Tour de Eslovaquia 2020
La 64.ª edición del Tour de Eslovaquia fue una carrera de ciclismo en ruta por etapas que se celebró entre el 16 y el 19 de septiembre de 2020 con inicio en la ciudad de Žilina y final en la ciudad de Skalica en Eslovaquia. El recorrido constó de un total de 5 etapas sobre una distancia total de 673,1 km.
La carrera hizo parte del circuito UCI Europe Tour 2020 dentro de la categoría 2.1 y fue ganada por el alemán Jannik Steimle del Deceuninck-Quick Step. Completaron el podio, como segundo y tercer clasificado respectivamente, el también alemán Nico Denz del Sunweb y el neozelandés Shane Archbold, compañero de equipo del vencedor.

## Equipos participantes
Tomaron parte en la carrera 18 equipos, de los cuales 5 fueron de categoría UCI WorldTeam, 6 de categoría UCI ProTeam, 6 de categoría Continental y la selección nacional de Eslovaquia, quienes conformaron un pelotón de 125 ciclistas. Los equipos participantes son:
| WorldTeams (5)- Deceuninck-Quick Step - Bora-Hansgrohe - Team Sunweb - Cofidis - Israel Start-Up Nation ProTeams (6)- Alpecin-Fenix - Bingoal-Wallonie Bruxelles - Uno-X Pro Cycling Team - Team Novo Nordisk - Vini Zabù-KTM - Gazprom-RusVelo Equipos continentales (6)- Dukla Banská Bystrica - Elkov-Kasper - Adria Mobil - Cycling Team Friuli ASD - Mazowsze Serce Polski - Hrinkow Advarics Cycleang Equipo nacional- Eslovaquia |
| |

## Etapas
| Etapa       | Fecha     | Recorrido                         | type            | Distancia (km) | Ganador        | Líder          |
| ----------- | --------- | --------------------------------- | --------------- | -------------- | -------------- | -------------- |
| 1.ª etapa a | 16 de sep | Žilina – Žilina                   | etapa escarpada | 106,4          | Martin Laas    | Martin Laas    |
| 1.ª etapa b | 16 de sep | Žilina – Žilina                   | etapa escarpada | 7,1            | Jannik Steimle | Jannik Steimle |
| 2.ª etapa   | 17 de sep | Žilina – Banská Bystrica          | etapa escarpada | 206,6          | Nico Denz      | Jannik Steimle |
| 3.ª etapa   | 18 de sep | Banská Bystrica – Žiar nad Hronom | etapa escarpada | 181,3          | Martin Laas    | Jannik Steimle |
| 4.ª etapa   | 19 de sep | Topoľčianky – Skalica             | etapa escarpada | 171,7          | Rudy Barbier   | Jannik Steimle |

## Desarrollo de la carrera

### 1.ª etapa A
| Žilina - Žilina | etapa escarpada | (106,4 km) |

| \| Clasificación de la etapa \| Clasificación de la etapa \| Clasificación de la etapa \| Clasificación de la etapa \| Clasificación de la etapa \| \| Ciclista \| Ciclista \| Equipo \| Tiempo \| \| \| ------------------------- \| ------------------------- \| -------------------------- \| ------------------------- \| ------------------------- \| \| 1.º \| Martin Laas \| Bora-Hansgrohe \| 2 h 30 min 38 s \| \| \| 2.º \| Shane Archbold \| Deceuninck-Quick Step \| + 0 s \| \| \| 3.º \| Sean De Bie \| Bingoal-Wallonie Bruxelles \| + 0 s \| \| \| 4.º \| Jay McCarthy \| Bora-Hansgrohe \| + 0 s \| \| \| 5.º \| Rudy Barbier \| Israel Start-Up Nation \| + 0 s \| \| \| 6.º \| Adam Ťoupalík \| Elkov-Kasper \| + 2 s \| \| \| 7.º \| Jean-Pierre Drucker \| Bora-Hansgrohe \| + 2 s \| \| \| 8.º \| David van der Poel \| Alpecin-Fenix \| + 2 s \| \| \| 9.º \| Lars Saugstad \| Uno-X Pro Cycling Team \| + 2 s \| \| \| 10.º \| Dominik Neumann \| Elkov-Kasper \| + 2 s \| \| |                     |                            |                 |
| |                     |                            |                 |
| Fuente: ProCyclingStats |                     |                            |                 |
| Clasificación de la etapa |                     |                            |                 |
| Ciclista | Ciclista            | Equipo                     | Tiempo          |
| 1.º | Martin Laas         | Bora-Hansgrohe             | 2 h 30 min 38 s |
| 2.º | Shane Archbold      | Deceuninck-Quick Step      | + 0 s           |
| 3.º | Sean De Bie         | Bingoal-Wallonie Bruxelles | + 0 s           |
| 4.º | Jay McCarthy        | Bora-Hansgrohe             | + 0 s           |
| 5.º | Rudy Barbier        | Israel Start-Up Nation     | + 0 s           |
| 6.º | Adam Ťoupalík       | Elkov-Kasper               | + 2 s           |
| 7.º | Jean-Pierre Drucker | Bora-Hansgrohe             | + 2 s           |
| 8.º | David van der Poel  | Alpecin-Fenix              | + 2 s           |
| 9.º | Lars Saugstad       | Uno-X Pro Cycling Team     | + 2 s           |
| 10.º | Dominik Neumann     | Elkov-Kasper               | + 2 s           |

| \| Clasificación general \| Clasificación general \| Clasificación general \| Clasificación general \| Clasificación general \| \| Ciclista \| Ciclista \| Equipo \| Tiempo \| \| \| --------------------- \| --------------------- \| -------------------------- \| --------------------- \| --------------------- \| \| 1.º \| Martin Laas \| Bora-Hansgrohe \| 2 h 30 min 32 s \| \| \| 2.º \| Shane Archbold \| Deceuninck-Quick Step \| + 2 s \| \| \| 3.º \| Sean De Bie \| Bingoal-Wallonie Bruxelles \| + 4 s \| \| \| 4.º \| Jay McCarthy \| Bora-Hansgrohe \| + 6 s \| \| \| 5.º \| Rudy Barbier \| Israel Start-Up Nation \| + 6 s \| \| \| 6.º \| Jonas Rapp \| Hrinkow Advarics Cycleang \| + 6 s \| \| \| 7.º \| Adam Ťoupalík \| Elkov-Kasper \| + 8 s \| \| \| 8.º \| Jean-Pierre Drucker \| Bora-Hansgrohe \| + 8 s \| \| \| 9.º \| David van der Poel \| Alpecin-Fenix \| + 8 s \| \| \| 10.º \| Lars Saugstad \| Uno-X Pro Cycling Team \| + 8 s \| \| |                     |                            |                 |
| |                     |                            |                 |
| Fuente: ProCyclingStats |                     |                            |                 |
| Clasificación general |                     |                            |                 |
| Ciclista | Ciclista            | Equipo                     | Tiempo          |
| 1.º | Martin Laas         | Bora-Hansgrohe             | 2 h 30 min 32 s |
| 2.º | Shane Archbold      | Deceuninck-Quick Step      | + 2 s           |
| 3.º | Sean De Bie         | Bingoal-Wallonie Bruxelles | + 4 s           |
| 4.º | Jay McCarthy        | Bora-Hansgrohe             | + 6 s           |
| 5.º | Rudy Barbier        | Israel Start-Up Nation     | + 6 s           |
| 6.º | Jonas Rapp          | Hrinkow Advarics Cycleang  | + 6 s           |
| 7.º | Adam Ťoupalík       | Elkov-Kasper               | + 8 s           |
| 8.º | Jean-Pierre Drucker | Bora-Hansgrohe             | + 8 s           |
| 9.º | David van der Poel  | Alpecin-Fenix              | + 8 s           |
| 10.º | Lars Saugstad       | Uno-X Pro Cycling Team     | + 8 s           |

### 1.ª etapa B
| Žilina - Žilina | etapa escarpada | (7,1 km) |

| \| Clasificación de la etapa \| Clasificación de la etapa \| Clasificación de la etapa \| Clasificación de la etapa \| Clasificación de la etapa \| \| Ciclista \| Ciclista \| Equipo \| Tiempo \| \| \| ------------------------- \| ------------------------- \| ------------------------- \| ------------------------- \| ------------------------- \| \| 1.º \| Jannik Steimle \| Deceuninck-Quick Step \| 7 min 55 s \| \| \| 2.º \| Nico Denz \| Team Sunweb \| + 6 s \| \| \| 3.º \| Andreas Leknessund \| Uno-X Pro Cycling Team \| + 7 s \| \| \| 4.º \| Jonathan Milan \| Cycling Team Friuli ASD \| + 7 s \| \| \| 5.º \| Johan Price-Pejtersen \| Uno-X Pro Cycling Team \| + 7 s \| \| \| 6.º \| Jasha Sütterlin \| Team Sunweb \| + 9 s \| \| \| 7.º \| Chad Haga \| Team Sunweb \| + 12 s \| \| \| 8.º \| Thymen Arensman \| Team Sunweb \| + 12 s \| \| \| 9.º \| Yves Lampaert \| Deceuninck-Quick Step \| + 12 s \| \| \| 10.º \| Shane Archbold \| Deceuninck-Quick Step \| + 15 s \| \| |                       |                         |            |
| |                       |                         |            |
| Fuente: ProCyclingStats |                       |                         |            |
| Clasificación de la etapa |                       |                         |            |
| Ciclista | Ciclista              | Equipo                  | Tiempo     |
| 1.º | Jannik Steimle        | Deceuninck-Quick Step   | 7 min 55 s |
| 2.º | Nico Denz             | Team Sunweb             | + 6 s      |
| 3.º | Andreas Leknessund    | Uno-X Pro Cycling Team  | + 7 s      |
| 4.º | Jonathan Milan        | Cycling Team Friuli ASD | + 7 s      |
| 5.º | Johan Price-Pejtersen | Uno-X Pro Cycling Team  | + 7 s      |
| 6.º | Jasha Sütterlin       | Team Sunweb             | + 9 s      |
| 7.º | Chad Haga             | Team Sunweb             | + 12 s     |
| 8.º | Thymen Arensman       | Team Sunweb             | + 12 s     |
| 9.º | Yves Lampaert         | Deceuninck-Quick Step   | + 12 s     |
| 10.º | Shane Archbold        | Deceuninck-Quick Step   | + 15 s     |

| \| Clasificación general \| Clasificación general \| Clasificación general \| Clasificación general \| Clasificación general \| \| Ciclista \| Ciclista \| Equipo \| Tiempo \| \| \| --------------------- \| --------------------- \| ---------------------- \| --------------------- \| --------------------- \| \| 1.º \| Jannik Steimle \| Deceuninck-Quick Step \| 2 h 38 min 35 s \| \| \| 2.º \| Nico Denz \| Team Sunweb \| + 6 s \| \| \| 3.º \| Andreas Leknessund \| Uno-X Pro Cycling Team \| + 7 s \| \| \| 4.º \| Jasha Sütterlin \| Team Sunweb \| + 9 s \| \| \| 5.º \| Shane Archbold \| Deceuninck-Quick Step \| + 9 s \| \| \| 6.º \| Chad Haga \| Team Sunweb \| + 12 s \| \| \| 7.º \| Thymen Arensman \| Team Sunweb \| + 12 s \| \| \| 8.º \| Yves Lampaert \| Deceuninck-Quick Step \| + 12 s \| \| \| 9.º \| Morten Hulgaard \| Uno-X Pro Cycling Team \| + 17 s \| \| \| 10.º \| Jakub Otruba \| Elkov-Kasper \| + 18 s \| \| |                    |                        |                 |
| |                    |                        |                 |
| Fuente: ProCyclingStats |                    |                        |                 |
| Clasificación general |                    |                        |                 |
| Ciclista | Ciclista           | Equipo                 | Tiempo          |
| 1.º | Jannik Steimle     | Deceuninck-Quick Step  | 2 h 38 min 35 s |
| 2.º | Nico Denz          | Team Sunweb            | + 6 s           |
| 3.º | Andreas Leknessund | Uno-X Pro Cycling Team | + 7 s           |
| 4.º | Jasha Sütterlin    | Team Sunweb            | + 9 s           |
| 5.º | Shane Archbold     | Deceuninck-Quick Step  | + 9 s           |
| 6.º | Chad Haga          | Team Sunweb            | + 12 s          |
| 7.º | Thymen Arensman    | Team Sunweb            | + 12 s          |
| 8.º | Yves Lampaert      | Deceuninck-Quick Step  | + 12 s          |
| 9.º | Morten Hulgaard    | Uno-X Pro Cycling Team | + 17 s          |
| 10.º | Jakub Otruba       | Elkov-Kasper           | + 18 s          |

### 2.ª etapa
| Žilina - Banská Bystrica | etapa escarpada | (206,6 km) |

| \| Clasificación de la etapa \| Clasificación de la etapa \| Clasificación de la etapa \| Clasificación de la etapa \| Clasificación de la etapa \| \| Ciclista \| Ciclista \| Equipo \| Tiempo \| \| \| ------------------------- \| ------------------------- \| ------------------------- \| ------------------------- \| ------------------------- \| \| 1.º \| Nico Denz \| Team Sunweb \| 5 h 01 min 41 s \| \| \| 2.º \| Jannik Steimle \| Deceuninck-Quick Step \| + 0 s \| \| \| 3.º \| Jean-Pierre Drucker \| Bora-Hansgrohe \| + 0 s \| \| \| 4.º \| Mihkel Räim \| Israel Start-Up Nation \| + 1 s \| \| \| 5.º \| Shane Archbold \| Deceuninck-Quick Step \| + 1 s \| \| \| 6.º \| Emmanuel Morin \| Cofidis \| + 1 s \| \| \| 7.º \| Jenthe Biermans \| Israel Start-Up Nation \| + 1 s \| \| \| 8.º \| Viacheslav Kuznetsov \| Gazprom-RusVelo \| + 1 s \| \| \| 9.º \| Charles Planet \| Team Novo Nordisk \| + 1 s \| \| \| 10.º \| Adam Ťoupalík \| Elkov-Kasper \| + 1 s \| \| |                      |                        |                 |
| |                      |                        |                 |
| Fuente: ProCyclingStats |                      |                        |                 |
| Clasificación de la etapa |                      |                        |                 |
| Ciclista | Ciclista             | Equipo                 | Tiempo          |
| 1.º | Nico Denz            | Team Sunweb            | 5 h 01 min 41 s |
| 2.º | Jannik Steimle       | Deceuninck-Quick Step  | + 0 s           |
| 3.º | Jean-Pierre Drucker  | Bora-Hansgrohe         | + 0 s           |
| 4.º | Mihkel Räim          | Israel Start-Up Nation | + 1 s           |
| 5.º | Shane Archbold       | Deceuninck-Quick Step  | + 1 s           |
| 6.º | Emmanuel Morin       | Cofidis                | + 1 s           |
| 7.º | Jenthe Biermans      | Israel Start-Up Nation | + 1 s           |
| 8.º | Viacheslav Kuznetsov | Gazprom-RusVelo        | + 1 s           |
| 9.º | Charles Planet       | Team Novo Nordisk      | + 1 s           |
| 10.º | Adam Ťoupalík        | Elkov-Kasper           | + 1 s           |

| \| Clasificación general \| Clasificación general \| Clasificación general \| Clasificación general \| Clasificación general \| \| Ciclista \| Ciclista \| Equipo \| Tiempo \| \| \| --------------------- \| --------------------- \| ---------------------- \| --------------------- \| --------------------- \| \| 1.º \| Jannik Steimle \| Deceuninck-Quick Step \| 7 h 40 min 07 s \| \| \| 2.º \| Nico Denz \| Team Sunweb \| + 0 s \| \| \| 3.º \| Shane Archbold \| Deceuninck-Quick Step \| + 16 s \| \| \| 4.º \| Andreas Leknessund \| Uno-X Pro Cycling Team \| + 17 s \| \| \| 5.º \| Jasha Sütterlin \| Team Sunweb \| + 19 s \| \| \| 6.º \| Chad Haga \| Team Sunweb \| + 22 s \| \| \| 7.º \| Yves Lampaert \| Deceuninck-Quick Step \| + 22 s \| \| \| 8.º \| Jean-Pierre Drucker \| Bora-Hansgrohe \| + 23 s \| \| \| 9.º \| Morten Hulgaard \| Uno-X Pro Cycling Team \| + 27 s \| \| \| 10.º \| Jakub Otruba \| Elkov-Kasper \| + 28 s \| \| |                     |                        |                 |
| |                     |                        |                 |
| Fuente: ProCyclingStats |                     |                        |                 |
| Clasificación general |                     |                        |                 |
| Ciclista | Ciclista            | Equipo                 | Tiempo          |
| 1.º | Jannik Steimle      | Deceuninck-Quick Step  | 7 h 40 min 07 s |
| 2.º | Nico Denz           | Team Sunweb            | + 0 s           |
| 3.º | Shane Archbold      | Deceuninck-Quick Step  | + 16 s          |
| 4.º | Andreas Leknessund  | Uno-X Pro Cycling Team | + 17 s          |
| 5.º | Jasha Sütterlin     | Team Sunweb            | + 19 s          |
| 6.º | Chad Haga           | Team Sunweb            | + 22 s          |
| 7.º | Yves Lampaert       | Deceuninck-Quick Step  | + 22 s          |
| 8.º | Jean-Pierre Drucker | Bora-Hansgrohe         | + 23 s          |
| 9.º | Morten Hulgaard     | Uno-X Pro Cycling Team | + 27 s          |
| 10.º | Jakub Otruba        | Elkov-Kasper           | + 28 s          |

### 3.ª etapa
| Banská Bystrica - Žiar nad Hronom | etapa escarpada | (181,3 km) |

| \| Clasificación de la etapa \| Clasificación de la etapa \| Clasificación de la etapa \| Clasificación de la etapa \| Clasificación de la etapa \| \| Ciclista \| Ciclista \| Equipo \| Tiempo \| \| \| ------------------------- \| ------------------------- \| -------------------------- \| ------------------------- \| ------------------------- \| \| 1.º \| Martin Laas \| Bora-Hansgrohe \| 4 h 12 min 24 s \| \| \| 2.º \| Sean De Bie \| Bingoal-Wallonie Bruxelles \| + 0 s \| \| \| 3.º \| David van der Poel \| Alpecin-Fenix \| + 0 s \| \| \| 4.º \| Emmanuel Morin \| Cofidis \| + 0 s \| \| \| 5.º \| Jannik Steimle \| Deceuninck-Quick Step \| + 0 s \| \| \| 6.º \| Marcel Meisen \| Alpecin-Fenix \| + 0 s \| \| \| 7.º \| Guillaume Boivin \| Israel Start-Up Nation \| + 0 s \| \| \| 8.º \| Viacheslav Kuznetsov \| Gazprom-RusVelo \| + 0 s \| \| \| 9.º \| Riccardo Stacchiotti \| Vini Zabù-KTM \| + 0 s \| \| \| 10.º \| Jean-Pierre Drucker \| Bora-Hansgrohe \| + 0 s \| \| |                      |                            |                 |
| |                      |                            |                 |
| Fuente: ProCyclingStats |                      |                            |                 |
| Clasificación de la etapa |                      |                            |                 |
| Ciclista | Ciclista             | Equipo                     | Tiempo          |
| 1.º | Martin Laas          | Bora-Hansgrohe             | 4 h 12 min 24 s |
| 2.º | Sean De Bie          | Bingoal-Wallonie Bruxelles | + 0 s           |
| 3.º | David van der Poel   | Alpecin-Fenix              | + 0 s           |
| 4.º | Emmanuel Morin       | Cofidis                    | + 0 s           |
| 5.º | Jannik Steimle       | Deceuninck-Quick Step      | + 0 s           |
| 6.º | Marcel Meisen        | Alpecin-Fenix              | + 0 s           |
| 7.º | Guillaume Boivin     | Israel Start-Up Nation     | + 0 s           |
| 8.º | Viacheslav Kuznetsov | Gazprom-RusVelo            | + 0 s           |
| 9.º | Riccardo Stacchiotti | Vini Zabù-KTM              | + 0 s           |
| 10.º | Jean-Pierre Drucker  | Bora-Hansgrohe             | + 0 s           |

| \| Clasificación general \| Clasificación general \| Clasificación general \| Clasificación general \| Clasificación general \| \| Ciclista \| Ciclista \| Equipo \| Tiempo \| \| \| --------------------- \| --------------------- \| ---------------------- \| --------------------- \| --------------------- \| \| 1.º \| Jannik Steimle \| Deceuninck-Quick Step \| 11 h 52 min 31 s \| \| \| 2.º \| Nico Denz \| Team Sunweb \| + 0 s \| \| \| 3.º \| Shane Archbold \| Deceuninck-Quick Step \| + 14 s \| \| \| 4.º \| Andreas Leknessund \| Uno-X Pro Cycling Team \| + 17 s \| \| \| 5.º \| Jasha Sütterlin \| Team Sunweb \| + 19 s \| \| \| 6.º \| Chad Haga \| Team Sunweb \| + 22 s \| \| \| 7.º \| Jean-Pierre Drucker \| Bora-Hansgrohe \| + 22 s \| \| \| 8.º \| Yves Lampaert \| Deceuninck-Quick Step \| + 22 s \| \| \| 9.º \| Jenthe Biermans \| Israel Start-Up Nation \| + 25 s \| \| \| 10.º \| Morten Hulgaard \| Uno-X Pro Cycling Team \| + 27 s \| \| |                     |                        |                  |
| |                     |                        |                  |
| Fuente: ProCyclingStats |                     |                        |                  |
| Clasificación general |                     |                        |                  |
| Ciclista | Ciclista            | Equipo                 | Tiempo           |
| 1.º | Jannik Steimle      | Deceuninck-Quick Step  | 11 h 52 min 31 s |
| 2.º | Nico Denz           | Team Sunweb            | + 0 s            |
| 3.º | Shane Archbold      | Deceuninck-Quick Step  | + 14 s           |
| 4.º | Andreas Leknessund  | Uno-X Pro Cycling Team | + 17 s           |
| 5.º | Jasha Sütterlin     | Team Sunweb            | + 19 s           |
| 6.º | Chad Haga           | Team Sunweb            | + 22 s           |
| 7.º | Jean-Pierre Drucker | Bora-Hansgrohe         | + 22 s           |
| 8.º | Yves Lampaert       | Deceuninck-Quick Step  | + 22 s           |
| 9.º | Jenthe Biermans     | Israel Start-Up Nation | + 25 s           |
| 10.º | Morten Hulgaard     | Uno-X Pro Cycling Team | + 27 s           |

### 4.ª etapa
| Topoľčianky - Skalica | etapa escarpada | (171,7 km) |

| \| Clasificación de la etapa \| Clasificación de la etapa \| Clasificación de la etapa \| Clasificación de la etapa \| Clasificación de la etapa \| \| Ciclista \| Ciclista \| Equipo \| Tiempo \| \| \| ------------------------- \| ------------------------- \| -------------------------- \| ------------------------- \| ------------------------- \| \| 1.º \| Rudy Barbier \| Israel Start-Up Nation \| 3 h 56 min 37 s \| \| \| 2.º \| Álvaro Hodeg \| Deceuninck-Quick Step \| + 0 s \| \| \| 3.º \| Martin Laas \| Bora-Hansgrohe \| + 0 s \| \| \| 4.º \| David van der Poel \| Alpecin-Fenix \| + 0 s \| \| \| 5.º \| Adam Ťoupalík \| Elkov-Kasper \| + 0 s \| \| \| 6.º \| Erik Nordsæter Resell \| Uno-X Pro Cycling Team \| + 0 s \| \| \| 7.º \| Jean-Pierre Drucker \| Bora-Hansgrohe \| + 0 s \| \| \| 8.º \| Nico Denz \| Team Sunweb \| + 0 s \| \| \| 9.º \| Sean De Bie \| Bingoal-Wallonie Bruxelles \| + 0 s \| \| \| 10.º \| Jannik Steimle \| Deceuninck-Quick Step \| + 0 s \| \| |                       |                            |                 |
| |                       |                            |                 |
| Fuente: ProCyclingStats |                       |                            |                 |
| Clasificación de la etapa |                       |                            |                 |
| Ciclista | Ciclista              | Equipo                     | Tiempo          |
| 1.º | Rudy Barbier          | Israel Start-Up Nation     | 3 h 56 min 37 s |
| 2.º | Álvaro Hodeg          | Deceuninck-Quick Step      | + 0 s           |
| 3.º | Martin Laas           | Bora-Hansgrohe             | + 0 s           |
| 4.º | David van der Poel    | Alpecin-Fenix              | + 0 s           |
| 5.º | Adam Ťoupalík         | Elkov-Kasper               | + 0 s           |
| 6.º | Erik Nordsæter Resell | Uno-X Pro Cycling Team     | + 0 s           |
| 7.º | Jean-Pierre Drucker   | Bora-Hansgrohe             | + 0 s           |
| 8.º | Nico Denz             | Team Sunweb                | + 0 s           |
| 9.º | Sean De Bie           | Bingoal-Wallonie Bruxelles | + 0 s           |
| 10.º | Jannik Steimle        | Deceuninck-Quick Step      | + 0 s           |

## Clasificaciones finales
Las clasificaciones finalizaron de la siguiente forma:

### Clasificación general
| \| Clasificación general \| Clasificación general \| Clasificación general \| Clasificación general \| Clasificación general \| \| Ciclista \| Ciclista \| Equipo \| Tiempo \| \| \| --------------------- \| --------------------- \| ---------------------- \| --------------------- \| --------------------- \| \| 1.º \| Jannik Steimle \| Deceuninck-Quick Step \| 15 h 49 min 04 s \| \| \| 2.º \| Nico Denz \| Team Sunweb \| + 0 s \| \| \| 3.º \| Shane Archbold \| Deceuninck-Quick Step \| + 18 s \| \| \| 4.º \| Andreas Leknessund \| Uno-X Pro Cycling Team \| + 21 s \| \| \| 5.º \| Jasha Sütterlin \| Team Sunweb \| + 23 s \| \| \| 6.º \| Chad Haga \| Team Sunweb \| + 26 s \| \| \| 7.º \| Jean-Pierre Drucker \| Bora-Hansgrohe \| + 26 s \| \| \| 8.º \| Yves Lampaert \| Deceuninck-Quick Step \| + 26 s \| \| \| 9.º \| Jakub Otruba \| Elkov-Kasper \| + 29 s \| \| \| 10.º \| Jenthe Biermans \| Israel Start-Up Nation \| + 29 s \| \| |                     |                        |                  |
| |                     |                        |                  |
| Fuente: ProCyclingStats |                     |                        |                  |
| Clasificación general |                     |                        |                  |
| Ciclista | Ciclista            | Equipo                 | Tiempo           |
| 1.º | Jannik Steimle      | Deceuninck-Quick Step  | 15 h 49 min 04 s |
| 2.º | Nico Denz           | Team Sunweb            | + 0 s            |
| 3.º | Shane Archbold      | Deceuninck-Quick Step  | + 18 s           |
| 4.º | Andreas Leknessund  | Uno-X Pro Cycling Team | + 21 s           |
| 5.º | Jasha Sütterlin     | Team Sunweb            | + 23 s           |
| 6.º | Chad Haga           | Team Sunweb            | + 26 s           |
| 7.º | Jean-Pierre Drucker | Bora-Hansgrohe         | + 26 s           |
| 8.º | Yves Lampaert       | Deceuninck-Quick Step  | + 26 s           |
| 9.º | Jakub Otruba        | Elkov-Kasper           | + 29 s           |
| 10.º | Jenthe Biermans     | Israel Start-Up Nation | + 29 s           |

### Clasificación por puntos
| Clasificación por puntos | Clasificación por puntos | Clasificación por puntos   | Clasificación por puntos | Clasificación por puntos |
| Ciclista                 | Ciclista                 | Equipo                     | Puntos                   |                          |
| ------------------------ | ------------------------ | -------------------------- | ------------------------ | ------------------------ |
| 1.º                      | Martin Laas              | Bora-Hansgrohe             | 52 pts                   |                          |
| 2.º                      | Nico Denz                | Team Sunweb                | 47 pts                   |                          |
| 3.º                      | Jannik Steimle           | Deceuninck-Quick Step      | 43 pts                   |                          |
| 4.º                      | Shane Archbold           | Deceuninck-Quick Step      | 37 pts                   |                          |
| 5.º                      | Jenthe Biermans          | Israel Start-Up Nation     | 31 pts                   |                          |
| 6.º                      | Sean De Bie              | Bingoal-Wallonie Bruxelles | 29 pts                   |                          |
| 7.º                      | Rudy Barbier             | Israel Start-Up Nation     | 28 pts                   |                          |
| 8.º                      | David van der Poel       | Alpecin-Fenix              | 25 pts                   |                          |
| 9.º                      | Jean-Pierre Drucker      | Bora-Hansgrohe             | 24 pts                   |                          |
| 10.º                     | Álvaro Hodeg             | Deceuninck-Quick Step      | 17 pts                   |                          |

### Clasificación de la montaña
| Clasificación de la montaña | Clasificación de la montaña | Clasificación de la montaña | Clasificación de la montaña | Clasificación de la montaña |
| Ciclista                    | Ciclista                    | Equipo                      | Puntos                      |                             |
| --------------------------- | --------------------------- | --------------------------- | --------------------------- | --------------------------- |
| 1.º                         | Kenny Molly                 | Bingoal-Wallonie Bruxelles  | 57 pts                      |                             |
| 2.º                         | Ben O'Connor                | NTT Pro Cycling             | 42 pts                      |                             |
| 3.º                         | Jonas Rapp                  | Hrinkow Advarics Cycleang   | 33 pts                      |                             |
| 4.º                         | Joel Suter                  | Bingoal-Wallonie Bruxelles  | 27 pts                      |                             |
| 5.º                         | Guillaume Boivin            | Israel Start-Up Nation      | 27 pts                      |                             |
| 6.º                         | Robert Power                | Team Sunweb                 | 18 pts                      |                             |
| 7.º                         | Michael Kukrle              | Elkov-Kasper                | 15 pts                      |                             |
| 8.º                         | Martin Haring               | Dukla Banská Bystrica       | 15 pts                      |                             |
| 9.º                         | Kristjan Hočevar            | Adria Mobil                 | 14 pts                      |                             |
| 10.º                        | Gabriele Petrelli           | Cycling Team Friuli ASD     | 14 pts                      |                             |

### Clasificación de los jóvenes
| Clasificación del mejor joven | Clasificación del mejor joven | Clasificación del mejor joven | Clasificación del mejor joven | Clasificación del mejor joven |
| Ciclista                      | Ciclista                      | Equipo                        | Tiempo                        |                               |
| ----------------------------- | ----------------------------- | ----------------------------- | ----------------------------- | ----------------------------- |
| 1.º                           | Andreas Leknessund            | Uno-X Pro Cycling Team        | 15 h 49 min 25 s              |                               |
| 2.º                           | Jakub Otruba                  | Elkov-Kasper                  | + 8 s                         |                               |
| 3.º                           | Morten Hulgaard               | Uno-X Pro Cycling Team        | + 10 s                        |                               |
| 4.º                           | Alexis Renard                 | Israel Start-Up Nation        | + 17 s                        |                               |
| 5.º                           | Ben Tulett                    | Alpecin-Fenix                 | + 58 s                        |                               |
| 6.º                           | Joel Suter                    | Bingoal-Wallonie Bruxelles    | + 1 min 05 s                  |                               |
| 7.º                           | Davide Bais                   | Cycling Team Friuli ASD       | + 1 min 13 s                  |                               |
| 8.º                           | Kristjan Hočevar              | Adria Mobil                   | + 3 min 16 s                  |                               |
| 9.º                           | Lukáš Kubiš                   | Dukla Banská Bystrica         | + 4 min 10 s                  |                               |
| 10.º                          | Gabriele Petrelli             | Cycling Team Friuli ASD       | + 4 min 36 s                  |                               |

### Clasificación por equipos
| Clasificación por equipos | Clasificación por equipos  | Clasificación por equipos | Clasificación por equipos |
| Equipo                    | Equipo                     | Tiempo                    |                           |
| ------------------------- | -------------------------- | ------------------------- | ------------------------- |
| 1.º                       | Deceuninck-Quick Step      | 47 h 28 min 18 s          |                           |
| 2.º                       | Team Sunweb                | + 2 s                     |                           |
| 3.º                       | Elkov-Kasper               | + 39 s                    |                           |
| 4.º                       | Israel Start-Up Nation     | + 52 s                    |                           |
| 5.º                       | Bora-Hansgrohe             | + 1 min 10 s              |                           |
| 6.º                       | Alpecin-Fenix              | + 1 min 12 s              |                           |
| 7.º                       | Bingoal-Wallonie Bruxelles | + 1 min 14 s              |                           |
| 8.º                       | Cofidis                    | + 1 min 17 s              |                           |
| 9.º                       | Gazprom-RusVelo            | + 1 min 35 s              |                           |
| 10.º                      | Adria Mobil                | + 5 min 02 s              |                           |

## Evolución de las clasificaciones
| Etapa                   | Vencedor                | Clasificación general | Clasificación por puntos | Clasificación de la montaña | Clasificación de los jóvenes | Clasificación del mejor eslovaco | Clasificación por equipos |
| ----------------------- | ----------------------- | --------------------- | ------------------------ | --------------------------- | ---------------------------- | -------------------------------- | ------------------------- |
| 1.ª A                   | Martin Laas             | Martin Laas           | Martin Laas              | Mathijs Paasschens          | Matúš Štoček                 | Matúš Štoček                     | Bora-Hansgrohe            |
| 1.ª B                   | Jannik Steimle          | Jannik Steimle        | Martin Laas              | Mathijs Paasschens          | Andreas Leknessund           | Lukáš Kubiš                      | Deceuninck-Quick Step     |
| 2.ª                     | Nico Denz               | Jannik Steimle        | Nico Denz                | Kenny Molly                 | Andreas Leknessund           | Lukáš Kubiš                      | Deceuninck-Quick Step     |
| 3.ª                     | Martin Laas             | Jannik Steimle        | Martin Laas              | Kenny Molly                 | Andreas Leknessund           | Lukáš Kubiš                      | Deceuninck-Quick Step     |
| 4.ª                     | Rudy Barbier            | Jannik Steimle        | Martin Laas              | Kenny Molly                 | Andreas Leknessund           | Lukáš Kubiš                      | Deceuninck-Quick Step     |
| Clasificaciones finales | Clasificaciones finales | Jannik Steimle        | Martin Laas              | Kenny Molly                 | Andreas Leknessund           | Lukáš Kubiš                      | Deceuninck-Quick Step     |

## UCI World Ranking
El Tour de Eslovaquia otorgó puntos para el UCI World Ranking para corredores de los equipos en las categorías UCI WorldTeam, UCI ProTeam y Continental. Las siguientes tablas muestran el baremo de puntuación y los 10 corredores que obtuvieron más puntos:
| Posición              | 1.º | 2.º | 3.º | 4.º | 5.º | 6.º | 7.º | 8.º | 9.º | 10.º | 11.º | 12.º | 13.º-15.º | 16.º-25.º |
| Clasificación general | 125 | 85  | 70  | 60  | 50  | 40  | 35  | 30  | 25  | 20   | 15   | 10   | 5         | 3         |
| Por etapa             | 14  | 5   | 3   |     |     |     |     |     |     |      |      |      |           |           |
| Líder                 | 3   |     |     |     |     |     |     |     |     |      |      |      |           |           |

| Clasificación |                     |                       |         |       |       |       |
| Posición      | Ciclista            | Equipo                | General | Etapa | Líder | Total |
| ------------- | ------------------- | --------------------- | ------- | ----- | ----- | ----- |
| 1.º           | Jannik Steimle      | Deceuninck-Quick Step | 125     | 19    | 9     | 153   |
| 2.º           | Nico Denz           | Sunweb                | 85      | 19    | -     | 104   |
| 3.º           | Shane Archbold      | Deceuninck-Quick Step | 70      | 5     | -     | 75    |
| 4.º           | Andreas Leknessund  | Uno-X                 | 60      | 3     | -     | 63    |
| 5.º           | Jasha Sütterlin     | Sunweb                | 50      | -     | -     | 50    |
| 6.º           | Chad Haga           | Sunweb                | 40      | -     | -     | 40    |
| 7.º           | Jean-Pierre Drucker | Bora-Hansgrohe        | 35      | 3     | -     | 38    |
| 8.º           | Martin Laas         | Bora-Hansgrohe        | -       | 31    | 3     | 34    |
| 9.º           | Yves Lampaert       | Deceuninck-Quick Step | 30      | -     | -     | 30    |
| 10.º          | Jakub Otruba        | Elkov-Kasper          | 25      | -     | -     | 25    |